# لوئیزا کاسرس دی آریسمندی
لوئیزا کاسرس دی آریسمندی (۲۵ سپتامبر ۱۷۹۹ - ۲ ژوئن ۱۸۶۶) بانوی قهرمان جنگ استقلال ونزوئلا بود.